# Тышкевич, Юрий
Юрий (Ежи) Тышкевич (1596, Виштынец — 7 января 1656, Домново) — религиозный и государственный деятель Великого княжества Литовского, каноник краковский и виленский, суффраган виленский (1627), епископ жемайтский (1634—1649) и виленский (1649—1656).

## Биография
Представитель западнорусского магнатского рода Тышкевичей герба «Лелива». Сын воеводы берестейского Яна Остафия Тышкевича (1571—1631) и княжны Софии Михайловны Вишневецкой. Имел братьев Антония Яна, Казимира, Кшиштофа и Фелициана.
Учился в иезуитских академиях в Вильно, Люблине, Познани и Кракове.
Каноник краковский, с 1626 года — виленский. 17 мая 1627 года получил сан титулярного епископа метонского и суффрагана виленского. 19 декабря 1633 года был назначен ординарием жемайтским. 25 июня 1634 года Юрий Тышкевич был позведен в сан епископа жемайтского.
Заботился о развитии школ в Жемайтии, четыре раза проводил епархиальные синоды (1636, 1639, 1643 и 1647). В 1637 году создал кальварию в местечке под названием Жемайтская Кальвария, где основал доминиканский монастырь. В 1632 году освятил доминиканский костёл в Сейнах.
В 1638 году Юрий Тышкевич был назначен посланцем польского короля и великого князя литовского Владислава IV Вазы к папе римскому Урбану VIII, от которого получил почётный титул прелата. В 1645 году руководил католической делегацией в Торуни на религиозном диспуте между протестантами и католиками о примирении христианских течений.
9 декабря 1649 года Юрий Тышкевич был назначен епископом виленским, организовал епархиальный синод, провел ревизию приходов. В начале польско-шведской войны перебрался в Кенигсберг.